# استارا زاگورا
شهر استارا زاگورا ششمین شهر بزرگ کشور بلغارستان می‌باشد . این شهر مرکز استان استارا زاگورا محسوب می گردد. بر اساس سرشماری انجام شده در سال ۲۰۱۱ این شهر دارای جمعیتی بالغ بر ۱۳۸٬۲۷۲ نفر می‌باشد .
- فهرست شهرهای بلغارستان